# Kostel Nanebevzetí Panny Marie a svatého Ondřeje (Staré Hobzí)
Kostel Nanebevzetí Panny Marie a svatého Ondřeje je farní kostel v římskokatolické farnosti Staré Hobzí, nachází se v centru obce Staré Hobzí. Je stavbou s gotickým jádrem, později mnohokrát přestavěnou. Dříve snad na místě kostela stála starší stavba. Kostel je chráněn jako kulturní památka České republiky.

## Historie
Kostel byl poprvé zmíněn v roce 1190 jako součást majetku vesnic věnovaných klášteru v Louce. V roce 1250 byl v kostele postaven gotický presbytář a v roce 1411 byla postavena gotická kostelní loď. Roku 1575 byla přestavěna boční kaple kostela, postavena předsíň a věž a opravena sakristie, kolem roku 1700 byl postaven oltář Marie Magdaleny a v roce 1709 byl upraven boční oltář. V roce 1790 pak kostel vyhořel a byla zbořena věž, ta pak byla nově postavena. Roku 1807 pak byly do kostela zakoupeny varhany a v roce 1832 byla postavena empírová loď a v roce 1837 pak byla opravena věž. Ta pak byla znovu opravena spolu se zbytkem kostela v roce 1854 a v roce 1861 pak byl drobně opraven i interiér kostela. Větší úpravy interiéru kostela pak nastaly v roce 1865, kostel pak byl opravován i v letech 1875 a 1894. Věž pak byla opravena v roce 1896.
Další úpravy kostela nastaly v roce 1908, byly přesunuty oltáře a v roce 1912 pak byly opraveny podlahy v kostele. V roce 1913 opět shořela věž a nově postavena pak byla až v roce 1923, k první úpravě nové věže pak došlo v roce 1925, kdy byla znovu omítnuta. V témže roce pak byly opraveny obě lodě kostela. Další rekonstrukce kostela nastala v roce 1970, kdy byl kostel nově nalíčen, vyměněna okna a opraveny střechy kostela. K opětovnému nalíčení kostela pak došlo i roku 1983.
Od roku 1564 byl kostel spravován světskými kněžími, neboť loucký klášter měl finanční problémy z důvodu husitských válek. K zasvěcení Nanebevzetí Panny Marie došlo až po roce 1620, do té doby byl kostel zasvěcen pouze svatému Ondřeji. Od roku 1641 pak byl kostel opět pod patronátem louckého kláštera.